# Any Video Converter
Any Video Converter — компьютерная программа Anvsoft Inc. для преобразования форматов мультимедийных данных. Работает под операционными системами Microsoft Windows и macOS. Выпускается как в бесплатной, так и платной версиях. Может конвертировать множество видео и аудиофайлов, а также DVD в видео файлы и CD в аудиофайлы. Помимо этого есть функции для закачки потокового видео и скринкастинга.

## Возможности программы
- Поддержка популярных видео и аудио форматов, в их числе ASF, AVI, RM, MOV, FLV, MKV, MP4, MPEG, VOB, WEBM, 3GP, MP3, OGG и многие другие (в общей сложности более сотни форматов)[3].
- Гибкие настройки параметров конвертирования, например размер видео, подгонка по размеру, битрейт, частота дискретизации.
- Поддержка нормализации звука в конвертируемом видеофайле. Звук можно нормализовать по пикам, либо увеличить/уменьшить на определённое количество децибел.
- Возможность редактирования видеоклипа, включая обрезку видео, поворот, разрезание и соединение файлов, добавление субтитров.
- Создание скриншотов из видео.
- Возможность конвертировать файлы в специальные форматы таких устройств, как Apple, Ipod, Sony PSP, Zune, HTC, Android, BlackBerry, Nokia, Xbox и других.
- Поддержка пакетного конвертирования файлов.
- Наличие встроенного медиаплеера.
- Возможность просматривать готовое видео по ходу конвертирования.
- Поддержка технологии CUDA[3], ускоряющей процесс кодирования в шесть раз.
- Возможность закачки и последующего конвертирования потокового видео с более чем ста различных ресурсов, в т.ч. YouTube[4].
- Рип защищенных от копирования DVD напрямую, без удаления защиты от копирования (только в платных версиях).
- Захват видео с рабочего стола (только в платных версиях).
- Многоязычный интерфейс, поддержка 25 языков. При установке автоматически выбирает нужный язык.

## Различия между версиями программы
Any Video Converter выпускается в виде бесплатной и трёх платных версиях. Основное отличие заключается в количестве поддерживаемых форматов и различным набором встроенных функций.
- Any Video Converter Free — бесплатная версия конвертера, распространяемая без каких либо ограничений. Содержит все основные функции программы.
- Any Video Converter Pro — условно-бесплатная версия конвертера, отличается от бесплатной поддержкой большего числа форматов и наличием дополнительных шаблонов меню для записи на оптические диски.
- Any DVD Converter — условно-бесплатная версия конвертера, отличается от Pro версии возможностью копирования DVD дисков.
- Any Video Converter Ultimate — условно-бесплатная, самая полная версия конвертера, отличается от DVD-версии возможностью записи видео с веб-сайтов, а также с рабочего стола.

|                                     | Any Video Converter Free | Any Video Converter Pro | Any DVD Converter | Any Video Converter Ultimate |
| ----------------------------------- | ------------------------ | ----------------------- | ----------------- | ---------------------------- |
| Рип с DVD-дисков                    | нет                      | нет                     | есть              | есть                         |
| Захват видео с рабочего стола       | нет                      | нет                     | нет               | есть                         |
| Шаблоны меню для DVD                | нет                      | есть                    | есть              | есть                         |
| Конвертация для мобильных устройств | есть                     | есть                    | есть              | есть                         |
| Загрузка с YouTube                  | есть                     | есть                    | есть              | есть                         |
| Прожиг CD/DVD                       | есть                     | есть                    | есть              | есть                         |
| Редактирование видео                | есть                     | есть                    | есть              | есть                         |

## Критика
Интернет-блог Lifehacker.com присвоил программе статус «Загрузки дня» от 30 ноября 2006 года. В 2007 году Any Video Converter попал в десятку лучших бесплатных конвертеров по версии этого же сайта и занял шестое место.

### Недостатки
- В настройках кодировщика MP3 перепутаны режимы CBR и ABR.
- Не поддерживает многоканальный звук.
- Нет возможности конвертации с кодеком DivX.